# 大相撲平成22年3月場所
大相撲平成22年3月場所（おおずもうへいせい22ねん3がつばしょ）は、2010年3月14日から3月28日まで大阪府立体育会館で開催された大相撲本場所。
幕内最高優勝は横綱・白鵬翔（15戦全勝・13回目）。

## 場所前の話題など
横綱・朝青龍が前場所の開催中に起こした暴行事件の責任を取る形で引退し、白鵬が一人横綱として場所に臨むこととなった。
また、大関昇進を狙う関脇・把瑠都は前場所を12勝3敗で終え、三役の地位で3場所合計33勝を挙げていたにもかかわらず昇進が見送られていた。その後審判部は「3月場所で13勝すれば昇進」という更に厳しい条件を提示。改めてこの場所に大関昇進を懸けることとなった。

## 番付・星取表
| 東       | 成績      | 結果           | 番付   | 西     | 成績    | 結果 |
| -------- | --------- | -------------- | ------ | ------ | ------- | ---- |
| 白鵬     | 15勝      | 優勝           | 横綱   |        |         |      |
| 日馬富士 | 10勝5敗   |                | 大関   | 琴欧洲 | 10勝5敗 |      |
| 魁皇     | 8勝7敗    |                | 大関   | 琴光喜 | 9勝6敗  |      |
| 把瑠都   | 14勝1敗   | 敢闘賞、技能賞 | 関脇   | 豊ノ島 | 6勝9敗  |      |
| 稀勢の里 | 9勝6敗    |                | 小結   | 安美錦 | 8勝7敗  |      |
| 鶴竜     | 6勝9敗    |                | 前頭1  | 若の里 | 6勝9敗  |      |
| 旭天鵬   | 3勝12敗   |                | 前頭2  | 阿覧   | 1勝14敗 |      |
| 豪栄道   | 2勝4敗9休 |                | 前頭3  | 琴奨菊 | 10勝5敗 |      |
| 玉鷲     | 5勝10敗   |                | 前頭4  | 土佐豊 | 3勝12敗 |      |
| 豊響     | 4勝11敗   |                | 前頭5  | 豊真将 | 9勝6敗  |      |
| 栃煌山   | 11勝4敗   |                | 前頭6  | 栃ノ心 | 9勝6敗  |      |
| 雅山     | 10勝5敗   |                | 前頭7  | 垣添   | 7勝8敗  |      |
| 岩木山   | 8勝7敗    |                | 前頭8  | 豪風   | 5勝10敗 |      |
| 白馬     | 8勝7敗    |                | 前頭9  | 嘉風   | 5勝10敗 |      |
| 北太樹   | 10勝5敗   |                | 前頭10 | 霜鳳   | 5勝10敗 |      |
| 朝赤龍   | 10勝5敗   |                | 前頭11 | 北勝力 | 6勝9敗  |      |
| 隠岐の海 | 8勝7敗    |                | 前頭12 | 高見盛 | 7勝8敗  |      |
| 時天空   | 10勝5敗   |                | 前頭13 | 德瀬川 | 8勝7敗  |      |
| 黒海     | 10勝5敗   |                | 前頭14 | 玉乃島 | 6勝9敗  |      |
| 磋牙司   | 6勝9敗    |                | 前頭15 | 猛虎浪 | 9勝6敗  |      |
| 春日王   | 5勝10敗   |                | 前頭16 | 武州山 | 4勝11敗 |      |

## 優勝争い
一人横綱となった白鵬、大関挑戦の把瑠都に注目が集まる中、両力士とも期待に違わぬ活躍を見せ、全勝で優勝争いをリードする。この2人以外にも大関日馬富士、平幕の時天空の2人が並走していたが、日馬富士は中日に、時天空は中日勝ち越しを決めるも9日目に土が着き、9日目時点で白鵬、把瑠都の2人が優勝戦線の先頭に並び立った。そのまま両者全勝で11日目の直接対決を迎えた。
全勝同士の大一番は白鵬が制し、把瑠都は1敗に後退した。それでもそこから崩れることなく勝ち続け、全勝を守る白鵬を追走。千秋楽に琴光喜を破って14勝1敗とし、結びの一番での白鵬の結果に決定戦の望みを託すこととなったが、白鵬は日馬富士を上手投げに破り、2場所ぶり13回目の優勝、同時に自身5回目の全勝優勝を決めた。把瑠都は14勝1敗の優勝次点となり、敢闘賞、技能賞をそれぞれ受賞、また場所前に提示されていた大関昇進の条件である13勝もクリアし、昇進を決定的とした。14勝を挙げての優勝次点は平成6年7月場所の大関若ノ花以来となった。

## 各段優勝・三賞
- 幕内最高優勝　白鵬　15戦全勝（13回目）
  - 殊勲賞：該当者なし
  - 敢闘賞：把瑠都（5回目）
  - 技能賞：把瑠都（初）
- 十両優勝　木村山　11勝4敗
- 幕下優勝　碧山　7戦全勝
- 三段目優勝　千昇　7戦全勝
- 序二段優勝　千代錦　7戦全勝
- 序ノ口優勝　佐々木山　7戦全勝

## トピック
- 関脇・把瑠都が14勝1敗で敢闘賞と技能賞を獲得し、直近3場所で35勝を挙げ、場所後大関に昇進した。